# Jos (oraș)
Jos   este un oraș  în  Nigeria. Este reședința  statului  Plateau .